# Танк (литературная группа)
Танк — литературная группа украинских деятелей искусства, основана в 1929 году в Варшаве (Польша), как ответвление «пражской поэтической школы».
Основателем, идеологом и лидером группы был Юрий Липа; среди членов «Танка» — Евгений Маланюк, Павел Зайцев, Авенир Коломиец, Юрий Косач, Андрей Крыжановский, Наталья Левицкая-Холодная, Елена Телига и др.
Группа организовала издательство «Варяг» и издавало непериодический литературный журнал «Мы».
Позже группа «Танк» преобразована в группу «Мы» с изданием одноимённого журнала, породившего острую полемику с Д. Донцовым.
В 1933 году литературная группа «Танк» была переименована в издательство «Варяг».